# Криворогов, Николай Стефанович
Николай Стефанович Криворогов — советский хозяйственный и государственный деятель, лауреат Государственной премии СССР за выдающиеся достижения в труде.

## Биография
Родился в 1937 году на хуторе Богдановка. Член КПСС.
В 1952—1954 — тракторист бригады № 10 колхоза имени Кирова Каменского район Ростовской области.
В 1954—1997 — участник освоения целинных земель, механизатор, бригадир тракторной бригады колхоза имени Димитрова Акбулакского района Оренбургской области.
За творческую инициативу и активность, получение высоких и устойчивых урожаев зерновых культур, применение прогрессивных технологий и повышение производительности труда был в составе коллектива удостоен Государственной премии СССР за выдающиеся достижения в труде 1984 года.
Живёт в посёлке Новоалександровка.

## Награды
- Орден Ленина
- Орден Трудового Красного Знамени